# Amnistia fiscal
Una amnistia fiscal és una oportunitat de temps limitat per a un grup específic de contribuents que els permet pagar una quantitat determinada, a canvi de la condonació d'un deute tributari (incloent interessos i multes), relativa a un període/s impositiu anterior fent-los immunes a la persecució penal. En general expira quan alguna autoritat inicia una recerca fiscal dels impostos endarrerits. En alguns casos, la legislació imposa penes més severes als que, podent optar a acullir-se a l'amnistia, no ho fan.

## Espanya
A Espanya s'han aplicat diverses amnisties fiscals. El 1984 els ex ministres del PSOE Miguel Boyer (1984) i Carlos Solchaga (1991) van realitzar sengles amnisties. El principal resultat va ser la sortida del secretari d'Estat d'Hisenda, José Víctor Sevilla.
El 2012 sota el govern del Partit Popular, el ministre d'Hisenda i Administracions Públiques Cristóbal Montoro va anunciar una nova amnistia fiscal per béns no declarats, incloent actius amagats en paradisos fiscals i diners en efectiu. La repatriació es va permetre mitjançant el pagament d'un impost del 10 per cent, sense sanció penal.
Aquesta amnistia fiscal a Espanya s'ha denominat tècnicament «regularització extraordinària», i també «declaració tributària especial». L'amnistia va fer aflorar 40.000 milions d'euros no declarats dels que se'n van obtenir 1.700 per a la Hisenda Pública. A l'amnistia s'hi van acollir diverses persones de la vida pública espanyola com Rodrigo Rato, Luis Bárcenas, diversos fills de Jordi Pujol, José Ángel Fernández Vila, Fernando Martín Álvarez o Diego Torres Pérez. A part d'això l'Agència Tributària va elaborar una llista no publicada amb 700 persones "exposades políticament" i que inclou alts càrrecs, que es van acollir a l'amnistia de 2012 i que estan sent investigats sobre la procedència dels fons que no havien estat declarats. Aquesta llista va ser remesa al Servei Executiu de Prevenció i Blanqueig de Capitals per a la investigació dels sospitosos.
El 2017 una sentència del Tribunal Constitucional considerà inconstitucional l'instrument normatiu d'aquesta amnistia fiscal alhora que avala la regularització, sense que hi haja cap conseqüència.